# Elecciones presidenciales de Venezuela de 1839
En las elecciones presidenciales de Venezuela de 1839 fueron realizadas el 1 de febrero del mismo año siendo electo José Antonio Páez a través de elecciones indirectas, siendo nombrado por el Congreso Nacional, y sucediendo al gobierno interino de Carlos Soublette como presidente de Venezuela.

## Antecedentes
Durante la presidencia de José María Vargas estalló el 8 de julio de 1835 la Revolución de las Reformas, dirigida por Santiago Mariño y Pedro Carujo. Estos lo enviaron a él y a su vicepresidente Andrés Narvarte al exilio el 9 de julio de 1835 en Saint Thomas. Una vez derrotada la rebelión el presidente provisional José María Carreño envió una comisión a Saint Thomas para traer de vuelta a Vargas y a Narvarte. El 20 de agosto de 1835 Vargas volvió a sus funciones, sin embargo enfrentado a la mayoría del Congreso, renunció a la presidencia el 24 de abril de 1836.
Después de estos acontecimientos asumieron la presidencia de manera provisional Andrés Narvarte (1836-1837), José María Carreño (1837) y Carlos Soublette (1837-1839) hasta que próximo a terminar el periodo constitucional (1835-1839) se procedió a la elección del próximo presidente de la república.

## Elección en el Congreso
En las elecciones Páez es elegido Presidente por segunda vez en las elecciones de 1839, obtuvo 212 votos en total (95.50 %) de 222 votos sufragantes de segundo grado.

## Consecuencias
Una vez jurado el cargo de Presidente, Páez empieza a sentir los efectos de la crisis económica internacionales de 1838 y la creciente oposición del Partido Liberal que posteriormente sería fundado en 1840.